# Sowjetarmee-Pokal 1975/76
Der Sowjetarmee-Pokal 1975/76 war die 36. Austragung des Pokalwettbewerbs im Fußball in Bulgarien. Pokalsieger wurde Lewski-Spartak Sofia. Das Team setzte sich im Finale gegen Meister ZSKA Septemwrijsko sname Sofia durch. Durch den Sieg qualifizierte sich Lewski-Spartak für den Europapokal der Pokalsieger 1976/77.

## Modus
Alle Begegnungen wurden in einem Spiel ausgetragen. Bei unentschiedenem Ausgang gab es eine Verlängerung von zweimal 15 Minuten und gegebenenfalls ein Elfmeterschießen.

## Teilnehmer
| A Grupa (16) | B Grupa (40) | B Grupa (40) | W Grupa (8) |
| --- | --- | --- | --- |
| - Akademik Sofia - DFS Beroe Stara Sagora - FC Botew Wraza - FC Dunaw Russe - Lewski-Spartak Sofia - DFS Lokomotive Plowdiw - Lokomotive Sofia - Minjor Pernik - DFS Pirin Blagoewgrad - ZSK Slawia Sofia - DFS Sliwen - DFS Spartak Plewen - ZSK Spartak Warna - AFD Trakia Plowdiw - Tscherno More Warna - ZSKA Septemwrijsko sname Sofia | 000Gruppe Nord - SFD Akademik Swischtow - Angel Kantschew Trjawna - FC Bdin Widin - Benkowski Isperich - DFS Christo Karpatschew Lowetsch - Dimitar Watew Beloslaw - Dobrudscha Tolbuchin - Dunaw Lom - Etar Weliko Tarnowo - Jantra Gabrowo - OFK Kom Berkowiza - Lewski Ljaskowez - Lok Gorna Orjachowiza - ZSK Metalurg Mesdra - Rakowski Sewliewo - Septemwrijska Slawa Michailowgrad - Panajot Wolow Schumen - Swetkawiza Targowischte - Tschawdar Trojan - Tscherweno sname Pawlikeni | 000Gruppe Süd - Arda Kardschali - Assenowez Assenowgrad - FC Balkan Botewgrad - Belasiza Petritsch - Benkowski Pasardschik - DFS Chaskowo - FC Dimitrowgrad - Granitschar Sliwengrad - Jaworow Tschirpan - DFS Marek Stanke Dimitrow - Mariza Plowdiw - Nikolaj Laskow Jambol - Rodopa Smoljan - Rosowa Dolina Kasanlak - FK Sliwnischki Geroj Sliwniza - Torpedo Karlowo - Trakia Nowi Kritschim - FC Tschernomorez Burgas - Tschernomorez Nessebar - Welbaschd Kjustendil | - Assen Balkanski Belogradtschik - Botew Joglaw - Lokomotive Russe - Orlin Pirdop - Spartak Kojnare - Stroitel Trojanowo - Wetschwoj Elena - Wichren Sandanski |

## 1. Runde
|                                  | Ergebnis               |                                   |
| -------------------------------- | ---------------------- | --------------------------------- |
| Spartak Kojnare                  | 1:3                    | FC Dunaw Russe                    |
| Assen Balkanski Belogradtschik   | 2:4                    | FC Bdin Widin                     |
| Botew Joglaw                     | 0:3                    | Dobrudscha Tolbuchin              |
| Lewski-Spartak Sofia             | 6:1                    | ZSK Metalurg Mesdra               |
| Etar Weliko Tarnowo              | 2:1                    | Septemwrijska Slawa Michailowgrad |
| AFD Trakia Plowdiw               | 5:0                    | Angel Kantschew Trjawna           |
| Benkowski Isperich               | 2:1                    | Dimitar Watew Beloslaw            |
| Assenowez Assenowgrad            | 2:0                    | Dunaw Lom                         |
| OFK Kom Berkowiza                | 0:1                    | FC Botew Wraza                    |
| Trakia Nowi Kritschim            | 0:2                    | Tscherweno sname Pawlikeni        |
| Lokomotive Sofia                 | 4:2                    | Rosowa Dolina Kasanlak            |
| Granitschar Sliwengrad           | 1:2                    | DFS Sliwen                        |
| Orlin Pirdop                     | 1:1 n. V. (4:2 i. E.)  | Wetschwoj Elena                   |
| DFS Marek Stanke Dimitrow        | 3:1                    | FC Balkan Botewgrad               |
| Panajot Wolow Schumen            | 3:1                    | Tschawdar Trojan                  |
| Rakowski Sewliewo                | 5:1                    | Jaworow Tschirpan                 |
| Nikolaj Laskow Jambol            | 0:0 n. V. (5:4 i. E.)  | SFD Akademik Swischtow            |
| Arda Kardschali                  | 7:3 n. V.              | DFS Chaskowo                      |
| ZSK Slawia Sofia                 | 4:0                    | DFS Spartak Plewen                |
| Lokomotive Russe                 | 0:1                    | Jantra Gabrowo                    |
| Wichren Sandanski                | 3:0                    | Tschernomorez Nessebar            |
| Benkowski Pasardschik            | 1:0                    | FC Dimitrowgrad                   |
| ZSK Spartak Warna                | 2:1                    | DFS Beroe Stara Sagora            |
| Lok Gorna Orjachowiza            | 3:1                    | Lewski Ljaskowez                  |
| Akademik Sofia                   | 2:2 n. V. (10:9 i. E.) | Minjor Pernik                     |
| FK Sliwnischki Geroj Sliwniza    | 6:3                    | Belasiza Petritsch                |
| Tscherno More Warna              | 3:1                    | Stroitel Trojanowo                |
| DFS Christo Karpatschew Lowetsch | 1:3 n. V.              | DFS Pirin Blagoewgrad             |
| DFS Lokomotive Plowdiw           | 2:1                    | Mariza Plowdiw                    |
| Swetkawiza Targowischte          | 1:0                    | Welbaschd Kjustendil              |
| ZSKA Septemwrijsko sname Sofia   | 4:0                    | FC Tschernomorez Burgas           |
| Rodopa Smoljan                   | 1:2                    | Lewski Karlowo                    |

## 2. Runde
|                                | Ergebnis              |                            |
| ------------------------------ | --------------------- | -------------------------- |
| ZSK Slawia Sofia               | 7:3                   | Jantra Gabrowo             |
| Lokomotive Sofia               | 1:0                   | DFS Sliwen                 |
| ZSKA Septemwrijsko sname Sofia | 3:0                   | Torpedo Karlowo            |
| Lewski-Spartak Sofia           | 2:1                   | Etar Weliko Tarnowo        |
| DFS Pirin Blagoewgrad          | 1:0                   | DFS Lokomotive Plowdiw     |
| Lok Gorna Orjachowiza          | 0:1 n. V.             | Akademik Sofia             |
| Dobrudscha Tolbuchin           | 1:0                   | ZSK Spartak Warna          |
| FK Benkowski Isperich          | 2:1                   | Assenowez Assenowgrad      |
| FC Dunaw Russe                 | 4:1                   | AFD Trakia Plowdiw         |
| FC Botew Wraza                 | 3:1                   | Tscherweno sname Pawlikeni |
| Wichren Sandanski              | 2:5                   | Benkowski Pasardschik      |
| Rakowski Sewliewo              | 0:1                   | Panajot Wolow Schumen      |
| Nikolaj Laskow Jambol          | 2:1                   | Arda Kardschali            |
| FK Sliwnischki Geroj Sliwniza  | 2:1                   | Tscherno More Warna        |
| Orlin Pirdop                   | 0:0 n. V. (4:5 i. E.) | DFS Marek Stanke Dimitrow  |
| FC Bdin Widin                  | 3:2                   | Swetkawiza Targowischte    |

## Achtelfinale
|                                | Ergebnis  |                           |
| ------------------------------ | --------- | ------------------------- |
| Lewski-Spartak Sofia           | 3:1       | FC Dunaw Russe            |
| FK Sliwnischki Geroj Sliwniza  | 1:0       | DFS Pirin Blagoewgrad     |
| ZSK Slawia Sofia               | 3:1       | Benkowski Pasardschik     |
| Lokomotive Sofia               | 1:0 n. V. | DFS Marek Stanke Dimitrow |
| ZSKA Septemwrijsko sname Sofia | 3:0       | FC Bdin Widin             |
| Akademik Sofia                 | 5:0       | Dobrudscha Tolbuchin      |
| FC Botew Wraza                 | 2:1 n. V. | FK Benkowski Isperich     |
| Panajot Wolow Schumen          | 1:0       | Nikolaj Laskow Jambol     |

## Viertelfinale
|                                | Ergebnis              |                               |
| ------------------------------ | --------------------- | ----------------------------- |
| Lewski-Spartak Sofia           | 3:1                   | FC Botew Wraza                |
| Lokomotive Sofia               | 1:1 n. V. (4:3 i. E.) | Panajot Wolow Schumen         |
| Akademik Sofia                 | 1:1 n. V. (5:4 i. E.) | ZSK Slawia Sofia              |
| ZSKA Septemwrijsko sname Sofia | 4:0                   | FK Sliwnischki Geroj Sliwniza |

## Halbfinale
|                                | Ergebnis |                  |
| ------------------------------ | -------- | ---------------- |
| Lewski-Spartak Sofia           | 3:1      | Lokomotive Sofia |
| ZSKA Septemwrijsko sname Sofia | 4:1      | Akademik Sofia   |

## Finale
| Paarung                        | Lewski-Spartak Sofia – ZSKA Septemwrijsko sname Sofia |
| Ergebnis                       | 4:3 n. V. (2:2, 2:2) |
| Datum                          | 2. Juni 1976 |
| Stadion                        | Wassil-Lewski-Stadion, Sofia |
| Zuschauer                      | 65.000 |
| Schiedsrichter                 | Petar Nikolow |
| Tore                           | 1:0 Jordan Jordanow (18.) 2:0 Pawel Panow (21.) 2:1 Boschil Kolew (36.) 2:2 Georgi Denew (40.) 3:2 Georgi Zwetkow (93.) 3:3 Milen Goranow (94.) 4:3 Georgi Zwetkow (100.)                                                                                  |
| Lewski-Spartak Sofia           | Nikolaj Iliew – Nikolaj Grantscharow, Iwan Tischanski, Stefan Aladschow, Kiril Iwkow – Iwan Stojanow, Stefan Pawlow (96. Milko Gajdarski), Emil Spassow (71. Wojn Wojnow) – Jordan Jordanow, Georgi Zwetkow, Pawel Panow Cheftrainer: Iwan Wuzow           |
| ZSKA Septemwrijsko sname Sofia | Stojan Jordanow – Borislaw Sretkow, Angel Rangelow, Zonjo Wassilew, Boschil Kolew – Kiril Stankow, Milen Goranow, Georgi Denew – Iwan Pritargow (99. Plamen Markow), Dimitar Dimitrow, Zwetan Jontschew (53. Dimitar Maraschliew) Cheftrainer: Sergi Jozow |